# Ioanna Pappa
Ioanna Pappa, född 11 mars 1977 i Boston i Massachusetts i USA är en grekisk skådespelerska aktiv sedan år 2000. 2016 belönades hon, tillsammans med Alexandra Aldini med Melina Mercouri Theater Award, för sina roller i teaterpjäsen Polydouri Street regisserad av Roula Georgakopoulou.
Sedan 2021 spelar hon huvudrollen som karaktären Evita Axioti i kriminalserien Exapsi, skriven av Tina Kapatsi.

## Roller (i urval)
- (2021) - Exapsi (TV-serie, huvudroll)
- (2020) - Melina stop kare: Anazitontas ti syghroni ellinikotita
- (2019) - De thelo na gino dysarestos, alla prepei na milisoume gia kati poly sovaro
- (2009) - Evil - In the Time of Heroes
- (2006) - Roz
- (2004-2006) - 10i entoli (TV-serie, huvudroll)
- (2005) - Kinoumeni ammos
- (2003) - Kleise Ta Matia (TV-serie)
- (2003) - O Hamenos Ta Pairnei Ola
- (2002) - Fevga (TV-serie)
- (2000) - 17 Sta 18
- (2000) - I Piso Porta
- (2000) - Istera Irthan Oi Melisses (TV-serie)